# Enzenreuth
Enzenreuth ist ein Gemeindeteil des Marktes Schnaittach im Landkreis Nürnberger Land (Mittelfranken, Bayern). Enzenreuth liegt in der Gemarkung Rabenshof.

## Geografie
Beim in der Hersbrucker Alb gelegene Weiler befindet sich das Naturdenkmal Enzensteine. Eine Anliegerstraße führt 250 Meter südwestlich zur Kreisstraße LAU 9. Durch den Ort verläuft der Fränkische Marienweg.

## Geschichte
Die erste Erwähnung von Enzenreuth war im Jahr 1350. Der Ortsname bedeutet so viel wie zur Rodung eines Enzo.
Mit dem Gemeindeedikt wurde Enzenreuth im Jahr 1808 der Steuerdistrikt Hedersdorf und der Ruralgemeinde Hedersdorf zugewiesen. Mit dem Zweiten Gemeindeedikt (1818) kam der Ort zur neu gebildeten Ruralgemeinde Rabenshof. Am 1. Juli 1931 wurde diese aufgelöst und Enzenreuth nach Siegersdorf eingegliedert. Im Zuge der Gebietsreform in Bayern wurde Enzenreuth am 1. Juli 1971 nach Schnaittach eingemeindet.

## Wirtschaft
Seit 1998 besteht die Brauerei Enzensteiner. Es handelt sich um eine Hausbrauerei mit Bierspezialitäten.

## Baudenkmäler
Etwa einen Kilometer südwestlich von Enzenreuth befindet sich die heute nur noch als Halbruine erhaltene Festung Rothenberg.